# Ortholeptura
Ortholeptura is een kevergeslacht uit de familie van de boktorren (Cerambycidae). De wetenschappelijke naam van het geslacht werd voor het eerst geldig gepubliceerd in 1913 door Casey.

## Soorten
Ortholeptura omvat de volgende soorten:
- Ortholeptura insignis (Fall, 1907)
- Ortholeptura obscura (Swaine & Hopping, 1928)
- Ortholeptura valida (LeConte, 1857)